# Bateria do Arsenal de Marinha
A Bateria do Arsenal de Marinha localizava-se no interior da baía de Guanabara, frente à ilha das Cobras, no centro histórico da cidade e estado do Rio de Janeiro, no Brasil.

## História
Trata-se de uma bateria que figura em mapa da cidade do Rio de Janeiro, datado de 1791, defendendo, pelo lado de terra, o acesso à ilha das Cobras, onde se localiza atualmente o Arsenal de Marinha do Rio de Janeiro.